# Немет, Давид
Давид Немет (нем. David Nemeth; род. 18 марта 2001, Айзенштадт) — австрийский футболист, защитник клуба «Санкт-Паули».

## Клубная карьера
Немет — воспитанник клуба «Маттерсбург». 25 мая 2019 года в матче против «Ваккера» он дебютировал в австрийской Бундеслиге. В 2020 году Немет перешёл в немецкий «Майнц 05» и сразу же был отдан в аренду в «Штурм». 24 октября в матче против «Рида» он дебютировал за новую команду. 5 декабря в поединке против венской «Аустрии» Давид заби свой первый гол за «Штурм». По окончании аренды игрок вернулся в «Майнц 05». 3 октября 2021 года в матче против берлинского «Униона» он дебютировал в Бундеслиге.
Летом 2022 года Немет перешёл в «Санкт-Паули». 14 августа в матче против «Магдебурга» он дебютировал во Второй Бундеслиге.